# Paralelo 11 S
O Paralelo 11 S é um paralelo no 11° grau a sul do plano equatorial terrestre.
Um ponto da fronteira Brasil-Peru é definido justamente por estar à latitude 11º Sul.
Começando pelo Meridiano de Greenwich e tomando a direção leste, o paralelo 11° Sul passa sucessivamente por:
| País, território ou mar        | Notas |
| ------------------------------ | --- |
| Oceano Atlântico               | |
| Angola                         | Passa a sul das Cachoeiras da Binga                                                                               |
| República Democrática do Congo | |
| Angola                         | |
| República Democrática do Congo | Em cerca de 8 km                                                                                                  |
| Angola                         | Em cerca de 5 km                                                                                                  |
| República Democrática do Congo | |
| Angola                         | |
| Zâmbia                         | |
| República Democrática do Congo | |
| Zâmbia                         | |
| Malawi                         | |
| Lago Niassa                    | |
| Tanzânia                       | |
| Moçambique                     | |
| Oceano Índico                  | |
| Indonésia                      | Passa pela Ilha Pamana, uma pequena ilha a sul da Ilha Roti e que é o ponto mais meridional da Ásia               |
| Mar de Timor                   | Passa a norte da Ilha Melville e da Península de Cobourg, Austrália                                               |
| Austrália                      | Ilha Croker, Território do Norte                                                                                  |
| Mar de Arafura                 | Passa a norte das Ilhas Wessel, Austrália                                                                         |
| Austrália                      | Península do Cabo York, Queensland                                                                                |
| Mar de Coral                   | Passa entre as ilhas do Arquipélago das Luisíadas, Papua-Nova Guiné                                               |
| Mar de Salomão                 | Passa a norte da Ilha Rennell, Ilhas Salomão · Passa a sul da ilha Makira, Ilhas Salomão                          |
| Mar de Coral                   | Passa a sul da Ilha Nendo, Ilhas Salomão · Passa a norte da ilha Utupua, Ilhas Salomão                            |
| Oceano Pacífico                | Passa a norte da Ilha Swains, Samoa Americana (reclamada por Toquelau) · Passa a sul do atol Pukapuka, Ilhas Cook |
| Peru                           | |
| Brasil                         | Acre |
| Peru                           | |
| Bolívia                        | Atravessa várias vezes a fronteira Bolívia-Brasil devido à sinuosidade dos rios fronteiriços                      |
| Brasil                         | Acre |
| Bolívia                        | |
| Brasil                         | Passa em Brasileia, Acre                                                                                          |
| Bolívia                        | |
| Brasil                         | Rondônia Mato Grosso Tocantins Bahia Sergipe (a sul de Aracaju)                                                   |
| Oceano Atlântico               | |